# Sovetsk (Kaliningrad)
Sovetsk (rus: Сове́тск) és una població russa de l'óblast de Kaliningrad. Fins a la Segona Guerra Mundial formava part de la Prússia Oriental alemanya i era coneguda amb el nom alemany de Tilsit (lituà: Tilžė; polonès: Tylża).
Està situada a la riba sud del riu Nemunas, a la confluència amb el riu Tilse.
L'any 1807 s'hi van signar els Tractats de Tilsit entre Napoleó Bonaparte i Prússia i l'Imperi Rus.